# Вриони, Хюсен
Хюсен Вриони (алб. Hysen Vrioni; 1881, Берат — 12 октября 1944, Тирана) — албанский политический деятель 1920-х и 1930-х годов.

## Биография
Хюсен Вриони родился в семье Азиза-паши Вриони, представителя влиятельного в южной Албании рода Вриони. До провозглашения независимости Албании он изучал юриспруденцию и работал чиновником в системе Османской империи. Среди прочего Вриони занимал должность каймакама (наместника) в Тиране. В 1914 году он был членом делегации, отправившейся в немецкий город Нойвид, чтобы там предложить князю Вильгельму Виду занять албанский престол.
31 января 1920 года, на конгрессе в Люшне, Вриони был избран сенатором. В 1921—1923 годах он был депутатом албанского парламента от Народной партии. Вриони занимал пост министра юстиции (с 24 декабря 1921 по 12 мая 1923 года), а также дважды — должность министра иностранных дел (с 28 сентября 1925 по 10 февраля 1927 года и с 20 апреля 1931 по 7 декабря 1932 года).
В 1932 году Вриони был избран в албанский парламент в качестве представителя от Берата, и вновь переизбран туда в 1937 году. Некоторое время он занимал пост заместителя спикера парламента.
27 ноября 1926 года Хюсен Вриони от имени Ахмета Зогу подписал Первый тиранский пакт Тираны, в то время как барон Помпео Алоизи поставил под ним свою подпись от имени итальянской стороны.
Лидер албанских левых, епископ Фан Ноли был невысокого мнения о Вриони, обращая внимание на феодальное и османское прошлое Вриони и его лояльность Ахмету Зогу, провозглашенному королём Албании в 1925 году. Он называл Вриони «туркоманом».